# 延岡市立北方学園
延岡市立北方学園（のべおかしりつきたかたがくえん）は、宮崎県延岡市北方町にある小中一貫校である。延岡市立北方学園中学校と延岡市立北方学園小学校で構成されている。

## 概要
延岡市北方町にある小学校・中学校である。2013年・2014年度（平成25・26年度）に延岡市教育委員会よりICT教育推進校として、ICT教育の推進を進めている。

## 沿革

### 略歴
延岡市立北方学園は、延岡市北方町にあった小学校4校（延岡市立城小学校、延岡市立三椪小学校、延岡市立美々地小学校、延岡市立北方小学校）および中学校1校（延岡市立北方中学校）を統合し、2014年４月1日に開校した。

### 年表

#### 旧延岡市立城小学校
- 1906年4月7日 - 椎畑・早日渡の小学校を合併して、城小学校を創立、開校
- 1941年4月1日 - 国民学校令により城国民学校と改称
- 1947年4月1日 - 学制改革により城小学校と改称
- 1970年11月3日 - 北方町制施行により北方町立城小学校となる
- 1998年7月11日 - 城小学校「みどりの少年団」が結成される
- 1999年4月25日 - 「学習指導法｣の研究で東臼杵教育事務所の研究委嘱校となる
- 1999年6月22日 - フルブライト教育基金によるアメリカ教育視察団が来校する
- 2000年6月23日 - 「学力向上研究学校」として東臼杵教育事務所の研究委嘱校となる
- 2000年10月27日 - 宮崎県体育祭参加（みどりの少年団の活動発表）
- 2002年5月1日 - 社会福祉普及推進校となる
- 2007年10月21日 - 緑化県知事表彰（みどりの少年団）
- 2014年3月31日 - 廃校となる

#### 旧延岡市立三椪小学校
- 1888年4月10日 - 屋形原杉原(三椪橋東台地)に校舎を建設。板ケ平門，藤の木門，二股門の三つの大字の児童が就学したので，三椪尋常小学校と称する
- 1937年3月 - 高等科併設される。
- 1941年4月 - 三椪国民学校と改称
- 1947年5月 - 学制改革により三椪小学校と改称
- 1963年4月 - 校歌が制定される
- 1970年11月3日 - 北方町制施行により北方町立三椪小学校と改称
- 1976年11月30日 - 宮崎県器楽合奏コンクール三位入賞
- 1976年12月3日 -  学校給食優良校に選ばれる（県教育長表彰，1977年文部大臣表彰）
- 2006年2月20日 - 延岡市への編入に伴い延岡市立三椪小学校と改称
- 2014年3月31日 - 廃校となる

#### 旧延岡市立美々地小学校
- 1894年12月 -  椎畑尋常小学校美々地分教場発足
- 1898年12月21日 - 美々地小学校の設置指令が下される
- 1899年5月1日 - 校舎竣工、開校式が行われる
- 1929年3月1日 - 高等科設置
- 1970年11月3日 - 町制施行により北方町立美々地小学校と改称
- 1992年1月30日 - 夕刊デイリー新聞社より第5回小規模校教育振興賞を受賞
- 1999年6月24日 - フルブライト教育基金によるアメリカ教育視察団６名が来校（授業参観、交流活動、給食）
- 2006年2月20日 - 延岡市への編入に伴い延岡市立美々地小学校と改称
- 2014年3月31日 - 廃校となる

#### 旧延岡市立北方小学校
- 1874年1月 - 開校
- 1903年10月10日 - 校舎造成落成（この日を創立記念日とした）
- 1906年8月13日 - 高等科を併設
- 1941年4月1日 - 北方村立北方国民学校と改称
- 1948年4月1日 - 北方村立北方小学校と改称
- 1970年11月3日 - 北方町制施行により，北方町立北方小学校と改称
- 1971年11月25日 - 保健体育研究推進により文部省から表彰される
- 1981年11月20日 - 交通安全優秀校として宮崎県知事より表彰を受ける
- 1983年3月26日 - 学校環境緑化活動により宮崎県より表彰を受ける
- 1999年10月7日 - 全国はないっぱいコンクール優秀賞受賞
- 2001年3月17日 - 花の宮崎コンクール奨励賞受賞
- 2006年2月20日 - 延岡市への編入に伴い延岡市立北方小学校と改称
- 2014年3月31日 - 廃校となる

#### 旧延岡市立北方中学校
- 1947年5月8日 - 北方村立北方中学校として開校
- 1970年11月3日 - 町制施行に伴い北方町立北方中学校と改称
- 1972年4月1日 - 北方町立北方中学校、北方町立三椪中学校、北方町立城中学校、北方町立美々地中学校の4校が統合し、北方町立北方中学校が開校
- 2006年2月20日 - 延岡市への編入に伴い延岡市立北方中学校と改称

#### 延岡市立北方学園
- 2014年（平成26年）
  - 4月1日 - 小学校4校が統合、中学校と併設した延岡市立北方学園が開校。
  - 4月x日 - 開校記念式典挙行。
  - 6月 - 文科省委託「土曜授業推進事業」により、土曜授業を試行（年間10回）。
  - 8月 - 給食センター新築に伴い、旧武道場解体・整地及び建設工事開始（翌年3月末完成）。
- 2015年（平成27年）
  - 3月 - 国土緑化推進機構助成事業「環境緑化モデル事業」により桜を植樹（桜の並木道）。
  - 10月 - 体育館後方に全長19m、高さ3mのボルダリング壁を設置する。
- 2017年（平成29年）11月 - 森林環境教育実践事業補助金を受け、木製遊具（雲梯1台、平均台2セット）を設置する。
- 2019年（平成31年）2月 - PTA会費により、多目的室にクーラー（6馬力）を設置。
- 2020年（令和2年）
  - 4月 - 新型コロナウイルス感染拡大防止のため臨時休校の措置を採る。
  - 6月 - プール完成。
- 2021年（令和3年）
  - 8月 - 体育館床張り替え工事を実施。
  - 10月 - 南校舎トイレ改修工事を実施。
- 2022年（令和4年）9月 - 北校舎トイレ改修工事を実施。
- 2023年（令和5年）
  - 1月7日 - 学園中学校卒業生が卒業時に埋めたタイムカプセルを開封[2]。
  - 3月 - 南校舎多目的トイレ新設工事を実施。

## 学校教育目標
人間尊重の精神を基盤にしながら、強い意志をもち、たくましい身体・豊かな心・すぐれた知性を求め続ける人間の育成に努める。

## 学校行事
| - 4月 入学式・始業式 - 5月 - 6月 | - 7月 終業式 - 8月 始業式 - 9月 | - 10月 - 11月 - 12月 終業式 | - 1月 始業式 - 2月 - 3月 卒業式・終業式 |

## 通学区域
- 延岡市
  - 北方町曽木、北方町うそ越、北方町北久保山、北方町南久保山、北方町角田、北方町笠下、北方町川水流、北方町上崎、北方町蔵田、北方町早日渡、北方町早中、北方町早上、北方町八峡、北方町三ケ村、北方町滝下、北方町椎畑、北方町日平、北方町槇峰、北方町美々地、北方町菅原、北方町下鹿川、北方町上鹿川、北方町藤の木、北方町板下、北方町板上、北方町二股[3]

## 生徒会活動・部活動など

### 生徒会本部
- 執行委員会
- 学芸委員会
- 生活委員会
- 保体委員会
- 生徒会交流活動
- 放送委員会

### 部活動
- 野球部
- テニス部
- 吹奏楽部
- バレー部
- バスケットボール部

## アクセス
- 延岡市乗合タクシー上中尾線で、「南久峠」停留所から、徒歩約440m・約7分。ただし、運行は、月曜日の1往復のみ。
- 宮崎交通延岡線「舟戸」停留所下車後、徒歩約645m・約10分。
- 北方延岡道路北方インターチェンジから、車で約1.7km・約3分。